# Stefan Jürgens (Theologe)
Stefan Jürgens (* 1968 in Borghorst (heute Stadtteil von Steinfurt)) ist ein deutscher römisch-katholischer Priester und Autor.

## Leben
Stefan Jürgens studierte katholische Theologie in Münster und Freiburg und wurde 1994 zum Priester geweiht. Zunächst war er als Kaplan in Ahaus tätig, ab 1997 als Jugendseelsorger und BDKJ-Präses in Vechta. Ab 2002 war er Geistlicher Rektor der katholischen Akademie „Kardinal-von-Galen“ in Cloppenburg-Stapelfeld und Leiter eines Exerzitienhauses. Ab 2006 war er Pfarrer der Kirchengemeinde St. Otger in Stadtlohn. In dieser Zeit betrieb er einen Blog mit dem Titel Der Landpfarrer. Von 2004 bis 2008 war er vier Jahre lang Sprecher beim Wort zum Sonntag in der ARD. Von 2016 bis September 2019 war Jürgens Pfarrer der Heilig-Kreuz-Kirchengemeinde in Münster. Seit 2019 bzw. 2022 ist er leitender Pfarrer der drei Pfarreien in Ahaus. Als Autor verfasste er mehrere Werke, von denen vor allem Ausgeheuchelt!, eine kritische Auseinandersetzung mit der römisch-katholischen Kirche, überregionale Beachtung fand. Es stand drei Wochen lang auf der Spiegel-Bestsellerliste.

## Schriften (Auswahl)
- Aufbruch in die Weite, Dialogverlag, Münster 2001.
- Gedichte an den Himmel, Dialogverlag, Münster 2002.
- Du! Jugendgebete, Herder-Verlag, Freiburg 2003.
- Wasser – Quelle des Lebens, Tecklenborg-Verlag, Steinfurt 2003.
- Farben in der Natur, Tecklenborg-Verlag, Steinfurt 2004.
- Profile des Lebens, Dialogverlag, Münster 2004.
- Dem Leben Richtung geben: Geschenkbuch zur Firmung, Butzon & Bercker, Kevelaer 2006.
- Atem der Stille. Einladung zum Innehalten, Butzon & Bercker, Kevelaer 2006.
- Im Gespräch mit Gott. Was Beten heißt und wie es geht, Herder-Verlag, Freiburg 2008.
- Der Klang des Himmels. Ein Lesebuch für Freunde der geistlichen Musik, Herder-Verlag, Freiburg im Breisgau 2008.
- Ganz weltlich gesprochen: geistliche Worte für Sonn- und Werktage aus Hörfunk und Fernsehen, Dialogverlag, Münster 2008.
- Reden wir von Gott. Ein Pfarrer spricht Klartext, Dialogverlag, Münster 2011.
- Im Herzen getröstet. Worte der Zuversicht, Butzon & Bercker, Kevelaer 2017.
- Fromme Gefühle sind nicht genug: Warum Glaube erwachsen werden muss, Camino (Verlag katholisches Bibelwerk), Stuttgart 2018.
- Ausgeheuchelt! So geht es aufwärts mit der Kirche, Herder-Verlag, Freiburg 2019.
- Von der Magie zur Mystik. Der Weg zur Freiheit im Glauben, Patmos-Verlag, Ostfildern 2021.
- Im Herzen getröstet. Worte der Zuversicht (erweiterte Neuausgabe), Butzon & Bercker, Kevelaer 2021
- Dranbleiben! Glauben mit und trotz der Kirche, Herder-Verlag, Freiburg 2021
- Auf du und du. Wie Beten geht, Patmos-Verlag, Ostfildern 2022